# Heinken-Hedfeld
Heinken-Hedfeld ist eine Hofschaft in Halver im Märkischen Kreis im Regierungsbezirk Arnsberg in Nordrhein-Westfalen (Deutschland).

## Lage und Beschreibung

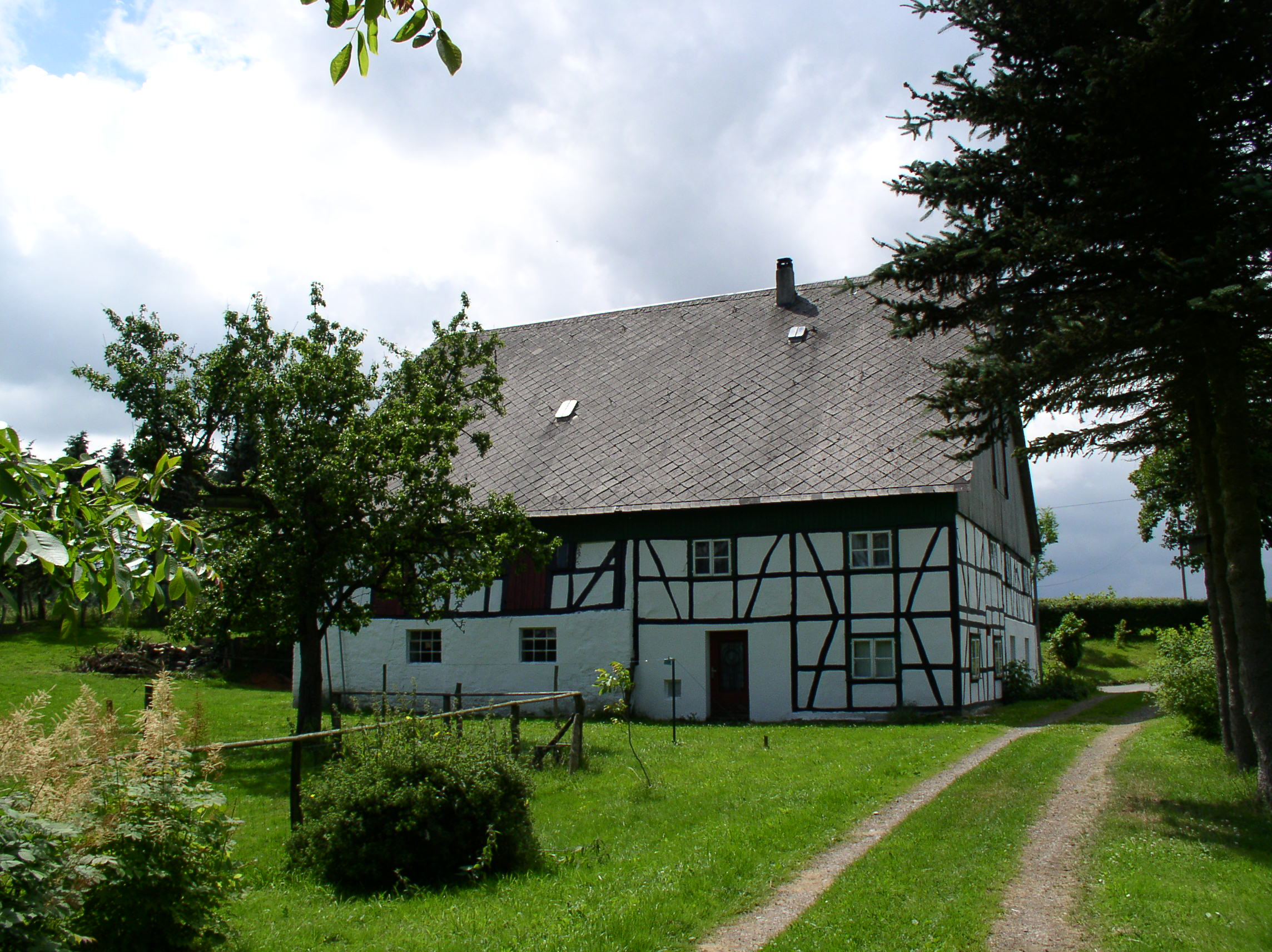
Haus in Heinken Hedfeld

Heinken-Hedfeld liegt auf 380 Meter über Normalnull im südwestlichen Halver nahe der Stadtgrenze zu Wipperfürth. Der Ort ist über eine Zufahrt von der Kreisstraße K3 zwischen Schwenke und Anschlag zu erreichen, die bei Birkenbaum abzweigt. Weitere Nachbarorte sind Auf dem Wiebusch, Wiebusch-Hedfeld, Vorst, Berken und der Wipperfürther Ort Erlen. 
Westlich verlief der stillgelegte Ast Anschlag-Wipperfürth der Wuppertalbahn. Südlich erhebt sich mit 398,8 Meter über Normalnull eine Anhöhe, nordwestlich eine weitere Anhöhe mit 397,0 Meter. Im Ort entspringt der Heinken-Hedfelder Bach, ein Nebenfluss der Hönnige.

## Geschichte
Heinken-Hedfeld wurde erstmals 1125/36 urkundlich erwähnt, die Entstehungszeit der Siedlung wird aber für den Zeitraum zwischen 700 und 800 während der sächsisch-fränkischen Grenzauseinandersetzungen vermutet. Somit gehört Heinken-Hedfeld zu den frühen Siedlungen auf dem Stadtgebiet.
Um 1500 ist durch Urkunden belegt, dass der Hof Hedfeld dem bergischen Amt_Beyenburg abgabenpflichtig war. Die Gerichtsbarkeit des Hofs unterstand einem extra für die bergischen Höfe im ansonsten märkisch beherrschten Kirchspiel Halver bestellten bergischem Richter, was häufig zu Streit mit dem für das Kirchspiel eigentlich zuständigen märkischen Gografen führte.
1818 lebten 25 Einwohner im Ort. Laut der Ortschafts- und Entfernungs-Tabelle des Regierungs-Bezirks Arnsberg wurde Heinken-Hedfeld unter dem Namen Heinkenhedfeld als Hof kategorisiert und besaß 1838 eine Einwohnerzahl von 15, allesamt evangelischen Glaubens. Der Ort gehörte zu dieser Zeit der Lausberger Bauerschaft innerhalb der Bürgermeisterei Halver an und besaß drei Wohnhäuser und vier landwirtschaftliche Gebäude.
Das Gemeindelexikon für die Provinz Westfalen von 1887 gibt eine Zahl von 28 Einwohnern an, die in vier Wohnhäusern lebten.